# 飛山城
飛山城（日语：／ Tobiyamajō）是日本鎌倉時代至安土桃山時代下野國（栃木縣宇都宮市竹下町）曾經存在的一座平山城。

## 概要
飛山城建於鬼怒川左方岸邊的山丘上，面積達14公頃，東邊和南邊各有雙重護城河，西邊和北邊則是鬼怒川。通過考古調查，護城河長約15至17米，城池的東邊和南邊的雙重護城河則深約8米，而在7處曲輪的調查中發現掘立柱遺跡和門跡等。另外，城址亦出土了寫有「烽家」的墨書土器，由此證明東日本亦曾經存在與烽火有關的設施。

## 歷史
寬和元年（975年），清原高重由於觸怒花山天皇而被流放至下野國芳賀郡大內莊（栃木縣芳賀郡）。承保3年（1076年），清原高澄改稱芳賀高澄，自此代代以御前城（栃木縣真岡市）為居城。文治5年（1189年），源賴朝動員攻打奧州時，芳賀氏開始從屬於宇都宮氏，芳賀高俊為了加強與宇都宮氏的關係，在永仁年間（1293年至1298年）興建飛山城，並且以其為居城。其後，芳賀氏和宇都宮氏亙相通婚，籍此強化彼此的關係，與益子氏並稱為紀清兩黨。建武新政（1333年）後，宇都宮公綱站在南朝一方戰鬥，曆應4年或興國2年（1341年），芳賀高名擁立公綱之子宇都宮氏綱佔據了宇都宮城，並且改為靠攏北朝，可是城池最終卻被春日顯國攻佔。然而，隨著北朝的高師冬開始進攻常陸，導致顯國不得不前往增援，最終高名趁城內守兵薄弱，在落城後兩個月內重新佔領宇都宮城。正平4年或貞和5年（1349年），觀應之亂爆發，宇都宮氏站在足利尊氏一方作戰，因而獲任命為上野、下野和越後守護，芳賀氏則成為守護代，然而鎌倉公方足利基氏改為將越後守護一職交給上杉氏，因此高名和氏綱便舉兵反抗基氏，但是在武藏國岩殿山（埼玉縣）落敗，高名之子，當時的飛山城主芳賀高家亦戰死。永正9年（1512年），宇都宮錯亂爆發，最終宇都宮成綱成功制壓芳賀氏，並且由其弟宇都宮興綱繼承芳賀氏。大永6年（1526年），興綱流放了成綱之子宇都宮忠綱，自己繼承了宇都宮氏，芳賀氏則由芳賀高經（被成綱強逼自殺的芳賀高勝之弟）繼承。天文5年（1536年），高經強逼興綱自殺，並且擁立與綱之子宇都宮尚綱為宇都宮氏家督，五年後尚綱成功討伐高經，並且讓益子勝宗之子芳賀高定繼承芳賀氏。天文18年（1549年），尚綱在與那須氏交戰期間戰死後，由自天文10年（1541年）開始受那須氏保護的芳賀高照入主宇都宮城。弘治元年（1555年），退守至真岡城，並且擁立尚綱之子宇都宮廣綱的高定殺死了高照。兩年後，廣綱與高定取得佐竹義昭5,000人軍勢支援，成功擊敗壬生綱雄，重新入主飛山城。其後，飛山城作為真岡城的番城，曾經改建修築。天正18年（1590年），豐臣秀吉在小田原征伐消滅後北條氏後，飛山城在宇都宮仕置中被評為無用之城（いらざる城）而被拆毀。

## 現狀
昭和52年（1977年），飛山城獲指定為國之史跡，城跡改建為飛山城跡公園，在城址入口建有飛山歷史體驗館，館內設有飛山城歷史以及下野在戰國時代的歷史，館外附近亦設有復原區域，展示復原的土壘和馬出等城郭建築，亦有整備部份和未整備部份等區域存在，而城跡遺址多處由於建有民居，導致部份古蹟被破壞。

## 交通
- JR東日本宇都宮線宇都宮站下車後，搭乘JR巴士於「下竹下」站下車徒步10分[5]。
- 宇都宮站外轉乘宇都宮芳賀輕軌線至飛山城跡停留場下車，徒步20分。
- 北關東自動車道宇都宮上三川IC，駕車約10公里[5]。